# Комптон, Роберт Гарольд
Роберт Гарольд Комптон (англ. Robert Harold Compton, 6 августа 1886 — 11 июля 1979) — южноафриканский ботаник.

## Биография
Роберт Гарольд Комптон родился в городе Тьюксбери 6 августа 1886 года.
С 1905 по 1909 год он учился в Кембриджском университете.
В марте 1919 года Комптон прибыл в Южно-Африканскую Республику, чтобы стать директором ботанического сада Кирстенбош.
Роберт Гарольд Комптон умер в Кейптауне 11 июля 1979 года.

## Научная деятельность
Роберт Гарольд Комптон специализировался на папоротниковидных, водорослях и на семенных растениях.

## Публикации
- Wild Flowers of the Cape of Good Hope — Elsie Garrett Rice and Robert Harold Compton (Kirstenbosch: The Botanical Society of South Africa, 1950).
- Garden for A Nation (Kirstenbosch: Cape Town: Tafelberg, 1965).
- Flora of Swaziland (1976).
- Our South African flora (Cape Times, Cape Town 1930s).